# Фавалли, Арманно
Арманно Фавалли (итал. Armanno Favalli, 20 мая 1939, Робекко-д'Ольо, Ломбардия — 10 июня 1965, Кальватоне, Ломбардия) — итальянский футболист, играл на позиции полузащитника.

## Клубная карьера
Воспитанник футбольной школы клуба «Кремонезе». Дебютировал за основной состав клуба в Серии С в 1957 году. Через год привлёк внимание тренерского штаба «Милана», отправился на просмотр, однако после нескольких товарищеских матчей в состав не прошёл и подписал контракт с клубом «Брешиа».
В «Брешии» отыграл 5 сезонов с 1959 по 1964 годы, выходил на поле в 125 матчах, забил 17 голов.
В 1964 году перешёл в состав «Фоджи», тем самым дебютировал в итальянской Серии А, забив 2 гола в 32 матчах за клуб в чемпионате Италии.

## Выступления за сборную
В 1960 году привлекался в состав молодежной сборной Италии. В составе сборной был участником футбольного турнира на Олимпийских играх 1960 года в Риме, на котором итальянцам пришлось довольствоваться четвёртым местом. Однако Арманно не в одном матче на поле не вышел.

## Смерть
В конце сезона 1965 года, возвращаясь в Кремону за рулём своего автомобиля Fiat 850, попадает в автомобильную катастрофу и погибает в возрасте 26 лет.